# Technical death metal
Technical death metal (đôi khi được gọi là tech death) là một nhánh con của death metal tập trung vào những giai điệu, riff và cấu trúc ca khúc phức tạp. Nó giống như một sự phát triển của các ban nhạc death metal, một vài thử nghiệm với những yếu tố từ nhiều genre khác. Nó như là kết quả của những thử nghiệm, ví dụ như Suffocation, Cryptopsy và Gorguts, nhánh con technical death metal đã tự hình thành với sự phức tạp và nhiều phong cách âm nhạc khác nhau.
Nhiều hơn những thử nghiệm kỹ thuật của death metal bắt đầu vào những năm cuối 1980 và đầu 1990 bởi những ban nhạc như Death, Morbid Angel,  Monstrosity, và Atheist. Năm 1989, album đầu tay của Atheist là Piece of Time đã được phát hành, theo sau đó là The Key của Nocturnus vào năm 1990. Năm 1991, Death phát hành Human. Album này và những album sau của Death đã được chứng minh là có ảnh hưởng tới các ban nhạc technical death metal của thập niên 1990. Một vài album technical death metal đầu tiên khác là Considered Dead (1991) của Gorguts, Nespithe (1993) của Demilich và Focus (1993) của Cynic.
Những ban nhạc hiện được xếp vào technical death metal bao gồm Nile, Meshuggah, Necrophagist, Decapitated, Psycroptic, và Anata.

## Các ban nhạc
Một vài ban nhạc nổi tiếng của thể loại này bao gồm:
| - Arsis - Atheist - Beneath the Massacre - Brain Drill - Cryptopsy - Cynic - Death - Decapitated | - Dying Fetus - Gorguts - Into the Moat - Martyr - Meshuggah - Monstrosity - Necrophagist - Negativa | - Neuraxis - Nile - Obscura - Origin - Psycroptic - Quo Vadis - Suffocation |